# Kristian Riis (guitarist)
 For alternative betydninger, se Kristian Riis. (Se også artikler, som begynder med Kristian Riis)
 Der er for få eller ingen kildehenvisninger i denne artikel, hvilket er et problem. Du kan hjælpe ved at angive troværdige kilder til de påstande, som fremføres i artiklen.

Kristian Riis (født 28. november 1975 i Hjørring) er guitarist i bandet Nephew siden dets begyndelse.
Efter forældrenes skilsmisse boede Kristian overvejende hos sin mor, Linda Jonsson, der opmuntrede ham til at udforske sine musikalske evner. Faren, John Aksel Riis, forsøgte at stimulerer Kristians praktiske evner med aktiviteter i hobbyværkstedet, uden større succes. Det blev dog moderens opmuntring til at "blive noget ved musikken", der ledte Kristian videre med guitaren. Kristian begyndte på Aarhus Universitet, hvor han har fuldført en bacheloruddannelse i Musikvidenskab og Multimedie (Informationsvidenskab).
Selvom Kristian ikke fik skrevet sit speciale færdigt, blev uddannelsen alligevel et vigtigt springbræt for ham. Det var på Aarhus Universitet han fandt sammen med Søren Arnholt Rasmussen (der spiller trommer i Nephew), Simon Kvamm (der er bandets forsanger og frontfigur), og René Munk Thalund (der spiller på tangenter og akustisk guitar i bandet).
Udover sin karriere som medlem af Nephew har Kristian blandt andet arbejdet syv år som musikmedarbejder og leder i en musikklub:
"Det har givet mig utroligt meget, jeg var f.eks. på skitur med dem, og det var ligesom at være tour-manager for et band. Det handler om at kommunikere med en gruppe mennesker."
I sit arbejde i Nephew fokuserer Kristian på kommunikation under postmodernitetens vilkår. Det kommer til udtryk i bandets tekster, brandingstrategier og måden de eksponerer sig på. Kristian har tidligere været ansat som projektchef i Music Export Denmark (MXD) og bruger nu sine evner inden for kommunikation og viden om musikbranchen som en af de fire ejere af musikselskabet Volcano Entertainment og direktør for Bremen Teater i København.
Ved siden af musikken er Kristian medejer af det danske tøjmærke Lakor Soulwear.